# MiG I-225
Mikojan-Gurevič I-225 byl prototyp sovětského stíhacího letounu z druhé světové války. Poprvé vzlétl v létě roku 1944. Stroj však měl problémy a na základě poznatků byl zhotoven další exemplář, který vzlétl poprvé v dubnu 1945. Roku 1946 byl instalován nový motor, zkoušky pokračovaly ještě roku 1947, ale to už bylo v období, kdy letadla z pístovými motory začala postupně odcházet ze scény a byla nahrazována proudovými stroji.

## Specifikace

### Technické údaje
- Osádka: 1
- Rozpětí: 11,00 m
- Délka: 9,50 m
- Výška: 3,70 m
- Nosná plocha: 20,4 m²
- Vlastní hmotnost: 3010 kg
- Vzletová hmotnost: 3900 kg
- Pohonná jednotka: 1 × dvanáctiválcový vidlicový motor Mikulin AM-42FB, přeplňovaný dvěma turbokompresory TK-2B
- Výkon pohonné jednotky: 2 200 koní

### Výkony
- Max. rychlost: 726 km/h
- Stoupavost: 5 000 m za 3 min 35 s
- Dostup: 12600 m
- Dolet: 1300 km

### Výzbroj
- 2 × synchronizovaný kanón ŠVAK ráže 20 mm